# Emil Grünig
Emil Grünig (* 26. Juli 1915 in Krattigen; † 25. Oktober 1994 in Kriens) war ein Schweizer Sportschütze.

## Erfolge
Emil Grünig nahm an den Olympischen Spielen 1948 in London an zwei Disziplinen teil. Mit dem Kleinkalibergewehr kam er im liegenden Anschlag über 50 m nicht über den 34. Platz hinaus. Im Dreistellungskampf über 300 m mit dem Freien Gewehr war er weitaus erfolgreicher, denn mit 1120 Punkten erzielte er den Bestwert des Wettbewerbs. Grünig erhielt damit vor Pauli Janhonen und Willy Røgeberg die Goldmedaille und wurde Olympiasieger.
Bei Weltmeisterschaften gewann Emil Grünig insgesamt 27 Medaillen: Neunmal wurde er Weltmeister, achtmal gewann er Silber und zehnmal belegte er den Bronzerang. Seine ersten Titel gewann er 1937 in Helsinki mit dem Armeegewehr in den Mannschaftskonkurrenzen im Dreistellungskampf und im knienden Anschlag. Zehn Jahre später sicherte er sich in Stockholm die Mannschafts-Titel mit dem Freien Gewehr im Dreistellungskampf, mit dem Kleinkalibergewehr im knienden Anschlag und mit dem Armeegewehr im sogenannten amerikanischen Wettbewerb. Die übrigen vier Weltmeistertitel gewann Grünig 1952 in Oslo, wiederum alle mit der Mannschaft. Sowohl im liegenden Anschlag mit dem Kleinkalibergewehr als auch in den Dreistellungskampf-Wettbewerben mit dem Freien Gewehr, dem Standardgewehr und dem Armeegewehr blieb er siegreich. Vier seiner 27 Medaillen erhielt Grünig in Einzeldisziplinen, sein bestes Abschneiden waren dabei zwei Silbermedaillen im Jahr 1937 in der Stehend-Position mit dem Freien Gewehr und der Kniend-Position mit dem Armeegewehr.